# 石化清
石化清（1967年9月-），男，布依族，理学学士学位，中国共产党党员，中华人民共和国政治人物。现任贵州省政协副主席、党组成员，省财政厅厅长、党组书记。